# Amine Maghrebi
Pour les articles homonymes, voir Maghrebi.
Amine Maghrebi, né le 31 juillet 1984 à Tunis, est un basketteur tunisien. Il évolue au poste d'ailier.

## Palmarès

### Clubs
- Champion de Tunisie : 2017
- Champion de Tunisie (division nationale B) : 2025
- Vainqueur de la coupe de Tunisie : 2017
- Médaille d'argent à la coupe d’Afrique des clubs champions 2014 ( Tunisie)

### Sélection nationale

#### Championnat d'Afrique
- Médaille d'or au championnat d'Afrique 2011 ( Madagascar)

### Distinctions personnelles
- Nommé dans le cinq majeur du championnat maghrébin des clubs 2012 comme meilleur ailier
- Meilleur tripointeur de la coupe d'Afrique des clubs champions 2014[1]